# El Viti
Santiago Martín Sánchez dit « El Viti », né le 18 juillet 1938 à Vitigudino (province de Salamanque, Espagne), est un matador espagnol.

## Biographie
Durant les années 1960, alors que des matadors tels que « El Cordobés » ou « Palomo Linares » triomphaient avec leur toreo spectaculaire et tremendista (portant sur la peur du public), devant des publics peu connaisseurs, surtout attirés par l’aspect festif de la corrida, « El Viti » et son toréo sérieux, sobre et austère auraient dû passer inaperçus. Pourtant, malgré - ou grâce à - son sérieux, sa sobriété et son austérité, « El Viti » fut l’un des matadors les plus appréciés de son époque. Excellent capeador, grand connaisseur du taureau et de sa lidia, excellent estoqueador il est encore aujourd’hui considéré comme l’un des plus grands matadors des années 1960.
Alors qu’il était encore novillero, lors d’une course dans les arènes de Céret (France, département des Pyrénées-Orientales), il fut blessé et eut le coude gauche brisé. L’articulation ne fut qu’incomplètement rétablie et « El Viti » en garda dès lors une raideur du bras gauche qui aurait pu l’éloigner définitivement des arènes. Il n’en fut rien, mais cette raideur du coude est sans doute, pour partie, à l’origine de ses naturelles inimitables.
« El Viti » a été statufié de son vivant : sa statue est érigée à proximité des arènes de Salamanque.
En 1997, il reçoit la Médaille d'or du mérite des beaux-arts par le Ministère de l'Éducation, de la Culture et des Sports.

### Carrière
- Débuts en public : Vitigudino en août 1956
- Débuts en novillada avec picadors : Ledesma (Espagne, province de Salamanque) le 31 mai 1957 aux côtés de Manuel Ávila et Roberto Ocampo. Novillos de la ganadería de Zumel.
- Présentation à Madrid : 18 juillet 1960 aux côtés de Tomás Sánchez Jiménez et Antonio de Jesús.
- Alternative : Madrid le 13 mai 1961. Parrain, Gregorio Sánchez ; témoin, Diego Puerta. Taureaux de la ganadería de Alipio Pérez Tabernero Sanchón.
- Premier de l’escalafón en 1964.